# Marinesignalturm Kiel

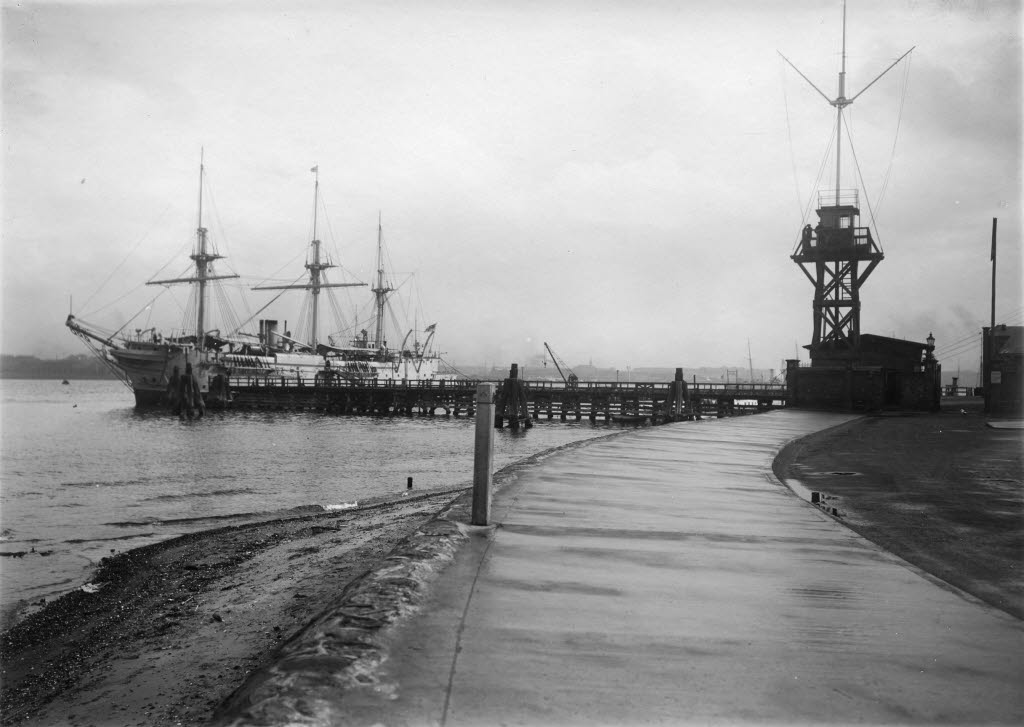
Marinesignalturm aus Holz (vor 1913)

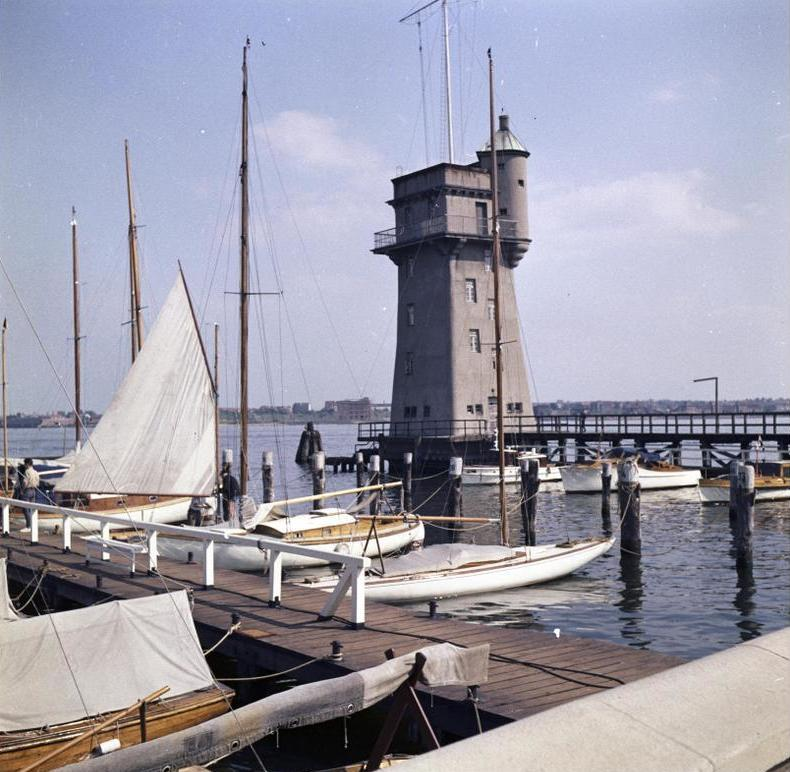
Marinesignalturm (1913–1959)

Der Marinesignalturm Kiel war ein Signalturm, der zur Übermittlung von Signalen im Kieler Hafen diente.

## Geschichte
1912 errichtete die Marine im Kieler Hafen einen Signalturm, der 1913 seinen Betrieb aufnahm. Er ersetzte einen mindestens seit 1905 an der gleichen Stelle stehenden hölzernen Turm und stand am Ende der abgerissenen Adalbertbrücke, die 55 Meter lang war und 65 Meter von der Strandpromenade in den Hafen hineinreichte.
Der fünfgeschossige eckige Turm aus Beton diente der Marine zur Nachrichtenübermittlung an die im Hafen liegenden Schiffe. Vom Turm wurde der „Zwölf-Uhr-Schuss“ (analog Noon Gun) ausgelöst, nach dem die im Hafen liegenden Schiffe ihre Chronometer ausrichten sollten.
Der Turm überstand unbeschädigt den Zweiten Weltkrieg. Auf Befehl der Briten wurde im Mai 1945 der nahe gelegene Blücherbunker gesprengt. Der Turm schien nicht darunter gelitten zu haben. 1950 bekam er jedoch „Schlagseite“ und musste 1956 baupolizeilich gesperrt werden.
Versuche der „Arbeitsgemeinschaft zur Rettung des Kieler Signalturms“, das Gebäude zu erhalten, scheiterten. 1959 wurde der Turm endgültig abgebrochen. An seiner Stelle wurde später das Dienstgebäude des Hafenkapitäns errichtet.
Die Blücherbrücke entstand neu und wurde zum Liegeplatz des Segelschulschiffes Gorch Fock, bis dieses zur Tirpitzmole (seit 2021 Gorch-Fock-Mole) verlegt wurde.